# Edward Baines (1800–1890)

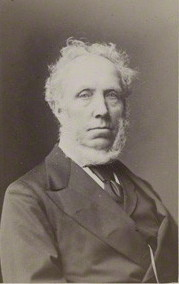
Sir Edward Baines.

Edward Baines,, född den 8 maj 1800, död 1890, var en engelsk journalist och politiker, son till Edward Baines (1774–1848).
Baines inträdde redan 1815 i redaktionen för "Leeds Mercury" och övertog efter faderns död helt och hållet tidningens ledning. Han var en av de tidigast uppträdande agitatorerna mot spannmålslagarna och ivrade mycket för arbetarnas självuppfostran genom fria fackskolor, så kallade "mechanics institutes".
Likaså var Baines en av de äldsta förkämparna för den absoluta nykterhetens sak i England och utgav 1853 Testimony and appeal on the effects of total abstinence. Åren 1859–74 var han medlem av underhuset för Leeds och verkade där, liksom förut fadern, som en av ledarna för dissenters.
Baines utgav bland annat History of the cotton manufacture in Great Britain (1835) och skildrade textilindustrins historia i sin bror Thomas stora beskrivning över Yorkshire. År 1880 blev Baines upphöjd till knight.